# Merosargus aeneus
Merosargus aeneus är en tvåvingeart som först beskrevs av Paul Lindner 1949. Merosargus aeneus ingår i släktet Merosargus, och familjen vapenflugor. Inga underarter finns listade i Catalogue of Life.